# دئوس اکس: تفرقه بشر
دئوس اکس: تفرقه بشر (به انگلیسی: Deus Ex: Mankind Divided) یک بازی اکشن نقش آفرینی در ژانر مخفی‌کاری است که توسط Eidos Montréal توسعه یافت و توسط اسکوئر انیکس منتشر شد برای مایکروسافت ویندوز، پلی‌استیشن ۴ و Xbox One در اوت ۲۰۱۶ و لینوکس در نوامبر ۲۰۱۶. این ششمین بازی سری دئوس اکس و دنباله مستقیم بر بازی دئوس اکس: تحول انسان است.
داستان در دنیایی پادآرمان‌شهر با تم سایبرپانک در سال ۲۰۲۹ واقع است، دو سال پس از حوادث تحول انسان، در این دنباله، آدام جنسن با فناوری‌های جدید و بدن تقویت شده بازمی‌گردد.
درون مایه: تعریف شما از نقش آفرینی چیه انتخاب‌های شما یا پازل‌هایی که باید حل کنید، فراموش نکنید کیفیت کارهای نقش آفرینی وابسته به انتخاب‌های شماست ، انتخاب شما پازل‌ها را تعریف می‌کنند